# Zajazd w Sanoku (ul. Romualda Traugutta 3)
Zajazd w Sanoku przy ul. Traugutta 3 – XVIII-wieczny budynek położony przy ul. Romualda Traugutta 3 w Sanoku.
Został wybudowany w trzeciej ćwierci XVIII wieku. Pierwotnie budynek stworzono jako zajazd położony przy drodze wiodącej do Mrzygłodu. 
Na początku XIX wieku mieścił się w budynku szynk „Bacówka”. 
W latach 1962–1972 przeprowadzono remont i restaurację budynku. Pod koniec XX wieku do budynku zostały wstawione nowe drzwi wejściowe.
Pod koniec lat 60. pod adresem ul. Romualda Traugutta 1 istniał Dom Wycieczkowy PTTK. W gmachu budynku w 1960 została ulokowana siedziba dyrekcji Muzeum Budownictwa Ludowego w Sanoku. Na poddaszu budynku zamieszkiwał twórca i pierwszy dyrektor MBL, Aleksander Rybicki. Dokonał on zakupienia tego budynku dla MBL, jego remontu i rozbudowy. Nieopodal, w budynku przy ówczesnej ul. M. Nowotki ulokowano pracownię konserwacji zabytków ruchomych).
Budynek został wpisany do wojewódzkiego (1958) oraz do gminnego rejestru zabytków miasta Sanoka. W 1972 obiekt został włączony do uaktualnionego wówczas spisu rejestru zabytków Sanoka. Wynikiem działań Komisji Opieki nad Zabytkami, powstałej przy oddziale PTTK w Sanoku, w 1978 umieszczono na fasadzie budynku tablicę informującą o zabytkowym charakterze obiektu. Do końca życia był domem i pracownią Władysława Szulca, także związanego z MBL.